# Arthropleura
Arthropleura är ett utdött släkte av stora mångfotingar som levde i Nordamerika och Skottland under den sena karbonperioden för 315 till 299 miljoner år sedan. De största arterna i släktet är också de största landlevande evertebrater man känner till, men fossil av flera mindre arter är också förekommande. Fossil förekommer i Nordamerika och Skottland.

## Beskrivning
Djurens utseende påminde mycket om nutida arter av dubbelfotingar. Arthropleura är grekiska och betyder ungefär ”sammanhäftade revben”, vilket någorlunda beskriver djurets utseende. Mångfotingarna var platta och deras exoskelett segmenterat vilket fick det att se ut som sammansatta revben. Segmentens antal kunde uppgå till 30. Precis som nulevande tusenfotingar hade dessa leddjur ett par ben per segment, och två antenner på huvudet att känna sig fram med. Arthropleura hade även komplexögon.
Den minsta arten, A. moyseyi, blev omkring 30 cm lång, och den största arten A. armata 2,5 m. Djuren kunde bli så stora tack vare att syrehalten i atmosfären var flera gånger högre under karbonperioden än vad den är idag. Den höga syrehalten, som låg på 30–35 %, tillät djurens exoskelett att växa bättre och gav dem möjligheten att bli stora.
Det är fortfarande okänt hur Arthropleura andades. Fossilfynd tyder på att djuren saknade trakéer, till skillnad från nutida insekter och leddjur på land. Exoskelett kan inte diffundera syre. Däremot tyder studier av fossilen på att det fanns fickor på undersidan av segmenten. Dessa fickor hade en granulerad yta och har gett upphov till teorier om att de användes för att  diffundera syre, så att leddjuren andades genom små hålrum på fickornas yta.

## Paleobiologi
Arthropleura levde i sumpskogar. Djuren var marklevande och synkroniserade benrörelserna för att ta sig fram runt träden. Tidigare trodde man att mångfotingar av detta släkte var predatorer och livnärde sig på mindre leddjur bland vegetationen. Teorin om detta har visat sig vara felaktig och Arthropleura var istället herbivorer. Ett fossil från Skottland visar spår från eventuellt maginnehåll. Framförallt har man funnit spår efter lummerväxter och svampar, men även dött växtmaterial, vilket dagens mångfotingar också livnär sig på. De trädliknande lummerväxterna utgjorde en stor andel av sumpskogarnas flora.
Man har inte hittills funnit några kompletta fossil från någon art inom släktet Arthropleura så det är ännu oklart hur djurens mundelar såg ut och fungerade. De största arterna på över två meters längd hade förmodligen inte heller några fiender, men yngre individer riskerade kanske att bli byten för de amfibier som till exempel släktet Amphibamidae, som levde under karbon.

## Utdöende
Detta släkte av leddjur dog ut under slutet av karbonperioden eller i början av Perm för 299 till 254 miljoner år sedan. Klimatförändringar skedde under denna geologiska övergång mellan eonerna och jordens klimat blev allt torrare. Sumpskogarna krympte i storlek. De ersattes av mer ökenliknande miljöer under Perm.

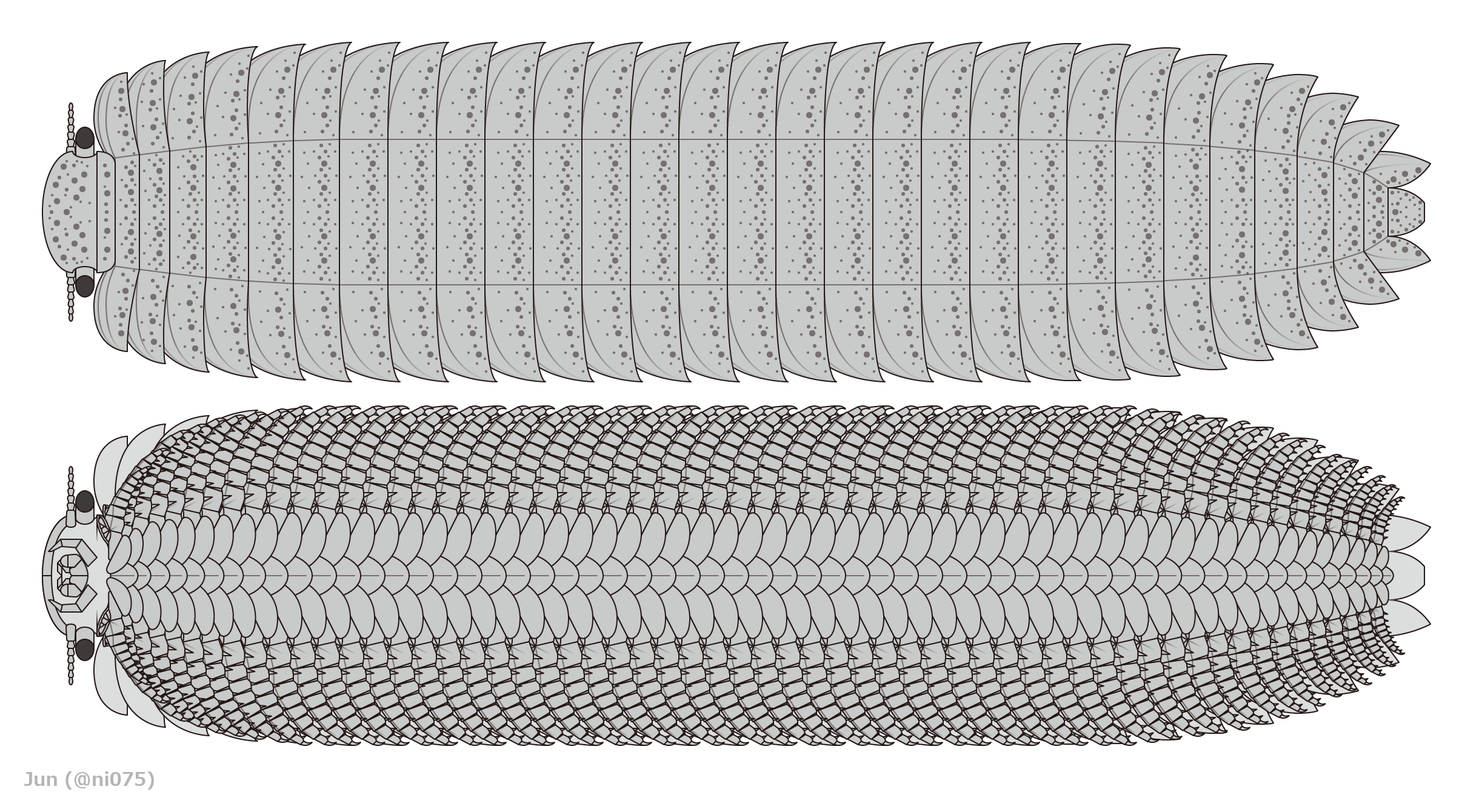
Rekonstruktion av Arthropleura